# Xã Charleston, Quận Coles, Illinois
Xã Charleston (tiếng Anh: Charleston Township) là một xã thuộc quận Coles, tiểu bang Illinois, Hoa Kỳ. Năm 2010, dân số của xã này là 23.916 người.